# 와룡로
와룡로(Waryong-ro)는 세종특별자치시 연서면 에서 세종특별자치시 연서면 용암교치로 를 잇는 도로이다.

## 주요 경유지
세종특별자치시
- 연서면

## 노선
| 이름        | 접속 노선  | 소재지         | 소재지 | 비고 |
| ----------- | ---------- | -------------- | ------ | ---- |
| (이름없음)  | 용연로     | 세종특별자치시 | 연서면 |      |
| 신대교      |            | 세종특별자치시 | 연서면 |      |
| 용암교      |            | 세종특별자치시 | 연서면 |      |
| 용암 교차로 | 도신고복로 | 세종특별자치시 | 연서면 |      |